# Muhammad ibn Tughj
Muḥammad ibn Ṭughj (in arabo محمد بن طغج‎?; 882 – 946) fu l'Ikhshīd (in arabo إخشيد‎?) che governò l'Egitto tra la fine del dominio Tulunidi quello dei Fatimidi.
Muḥammad b. Ṭughj (turco Muhammed bin Toğaç) fu il fondatore della dinastia ikhshidide e governò l'Egitto dal 935 fino alla sua morte.
Muḥammad b. Ṭughj, malgrado quanto talora si dice, non era un mamelucco di cultura turca, visto che il soprannome Ikhshīd (in persiano "principe") fa sospettare una persona di alto lignaggio nella sua patria della Ferghana.
Alla stessa stregua di tanti, come Afshin, che all'epoca di al-Maʾmūn e di suo fratello e successore al-Mu'tasim erano entrati "al servizio" della dinastia abbaside per i più disparati motivi (ambizione, elevato trattamento economico, difficoltà incontrate nella propria terra), il nonno di Muḥammad b. Ṭughj s'era spostata dalla natia Ferghana per offrire i suoi servizi al califfo di Baghdad. C'è insomma più di un motivo di credere che termini usati per indicare uno schiavo (ghulām, mamlūk) avessero una doppia valenza, utile a indicare per un verso una persona effettivamente asservita a un'altra o, per altro verso, un "servitore" (dello Stato, della dinastia, di un potente), senza per questo dover pensare che questo incidesse sul suo statuto personale.
Muḥammad b. Ṭughj, istruito convenientemente presso la corte califfale e addestrato nell'esercito, fu nominato nel 930, governatore di Siria dal califfo al-Qahir e, nel 935 divenne Wali d'Egitto per volere del califfo al-Radi.
Di carattere meno brillante di Aḥmad b. Ṭūlūn, Muḥammad b. Ṭughj non gli era però da meno come capacità di governo e come lungimiranza. L'Egitto fruì pertanto di una sana conduzione, non perdendo i vantaggi conseguiti nei decenni precedenti.
Muḥammad b. Ṭughj acquistò il nubiano Abū l-Misk Kāfūr come schiavo nel 923 e, intuendone le grandi capacità, lo nominò tutore dei figli e suoi prevedibili successori.
Nel 944, il califfo al-Muttaqi si rifugiò a Raqqa, per sfuggire il minaccioso comportamento del capo delle sue milizie mercenarie turche, Tuzun. Muḥammad b. Ṭughj si offrì di ospitarlo e di aiutarlo, esattamente come fecero gli Hamdanidi. Immaginando che l'offerta non fosse disinteressata, il califfo preferì rimanere in Iraq, riconsegnandosi di fatto nelle mani di Tuzun, illuso dalle sue parole tranquillizzanti e dalle sue promesse.
In realtà Tuzun non perse tempo a deporre il califfo e a fargli cavare gli occhi e, in quello stesso giorno, insediò come nuovo califfo al-Mustakfi, cugino di al-Muttaqi.

L'anno dopo, nel 945, il califfato abbaside passa sotto la tutela degli sciiti Buwayhidi. Al-Mustakfi è assassinato l'anno successivo e i Buwayidi daylamiti insediano al suo posto al-Muti', del tutto prono al loro volere.

Quell'anno stesso muore Muḥammad b. Ṭughj e i suoi figli Abū l-Qāsim Anjūr e poi Abū l-Ḥasan si alterneranno sul trono ikhshidide, ma il vero potere sarà esercitato fino alla sua morte da Kāfūr.
Sulle monete coniate, viene usualmente ricordato come Muḥammad al-Ikhshīd.